# عمر غيريرو
عمر غيريرو (بالإسبانية: Omar Guerrero Orozco)‏ هو مدرس مكسيكي، ولد في 30 مارس 1946 في مدينة مكسيكو في المكسيك.